# Peanovy axiomy

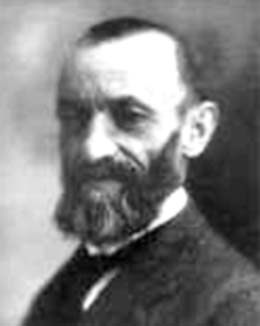
Giuseppe Peano (1858–1932) byl italský matematik, filosof a logik (portrét asi z roku 1920).

V matematice jsou Peanovy axiomy axiomy v predikátové logice druhého řádu, které vystihují vlastnosti přirozených čísel. Až na izomorfismus existuje jediný model v němž platí Peanovy axiomy, a to množina přirozených čísel s nulou {\displaystyle \mathbb {N} _{0}}. Peanovy axiomy lze zapsat i v logice prvního řádu - teorie určená těmito axiomy se nazývá Peanova aritmetika. Systém axiomů Peanovy aritmetiky je však podstatně slabší než systém Peanových axiomů, neboť například připouští existenci modelů neizomorfních s {\displaystyle \mathbb {N} _{0}}. Autorem Peanových axiomů je Giuseppe Peano.

## Znění axiomů

### Formální zápis
V logice druhého řádu lze axiomy formulovat takto (první a třetí axiom slovního zápisu je zde sloučen do jediného (prvního) formálního axiomu, který vyjadřuje jednak existenci nuly a jednak to, že není následníkem žádného čísla):
- {\displaystyle (\exists x)(\forall y)(y'\neq x)}
- {\displaystyle (\forall x)(\exists y)(x'=y)}
- {\displaystyle (\forall x)(\forall y)(x'=y'\rightarrow x=y)}
- {\displaystyle (\forall \varphi )(\varphi (0)\land (\forall x)(\varphi (x)\rightarrow \varphi (x'))\rightarrow (\forall x)\,\varphi (x))}

### Slovní zápis
Informativně vyjadřují Peanovy axiomy následující vlastnosti přirozených čísel:
- Existuje číslo (zpravidla označované 0), které není následníkem žádného čísla.
- Ke každému přirozenému číslu n existuje přirozené číslo n', které je jeho následovníkem.
- Různá přirozená čísla mají různé následovníky.
- Pokud pro nějakou vlastnost přirozených čísel platí, že ji má 0 a z toho, že ji má přirozené číslo n plyne, že ji má i jeho následovník n', pak tuto vlastnost již mají všechna přirozená čísla.

### Axiom indukce
Poslední z Peanových axiomů, nazývaný axiom nebo metaaxiom indukce, umožňuje na množinách izomorfních s přirozenými čísly používat matematickou indukci pro libovolnou vlastnost {\displaystyle \varphi }.
Tento axiom lze zapsat následovně:
Pokud {\displaystyle p} je výrok závisející na {\displaystyle n}, tak:
{\displaystyle \exists n'\in \mathbb {N} \ (p(n')\wedge (\forall n\in \langle n',+\infty )\cap \mathbb {N} \ (p(n)\implies p(n+1)))\implies \forall m\in \langle n',+\infty )\cap \mathbb {N} \ p(m)}.
Pokud je možné najít {\displaystyle n'} pro které platí výrok {\displaystyle p} a pokud pro výrok {\displaystyle p} platí pro {\displaystyle n} větší {\displaystyle n'}, tak platí pro {\displaystyle n+1}, potom výrok {\displaystyle p} platí pro každé {\displaystyle m} větší {\displaystyle n'}.

## Definice operací a uspořádání na přirozených číslech
Na množině splňující Peanovy axiomy lze definovat operace sčítání a násobení a relaci uspořádání takto:
- Součet {\displaystyle \,a+b} definujeme indukcí podle druhého sčítance: {\displaystyle \,a+0=a,\;a+b'=(a+b)'}.
- Součin {\displaystyle a\cdot b} definujeme indukcí podle druhého činitele: {\displaystyle a\cdot 0=0,\;a\cdot b'=a\cdot b+a}.
- Relaci {\displaystyle a\leq b} definujeme formulí {\displaystyle a\leq b\leftrightarrow (\exists c)(a+c=b)}.

## Přirozená čísla bez nuly
Takto zapsanými axiomy je sestrojena množina přirozených čísel začínající nulou. Pokud tato množina nulu obsahovat nemá, lze v těchto axiomech nahradit symbol 0 symbolem 1, pro množinu samotnou se tím nic nezmění.